# Ectoedemia repanda
Ectoedemia repanda là một loài bướm đêm thuộc họ Nepticulidae. Nó được tìm thấy ở rừng mưa Amazon đất thấp ở Ecuador.
Sải cánh dài 3,7-4,4 mm đối với con đực. Con trưởng thành bay vào tháng 1.